# TG Boats

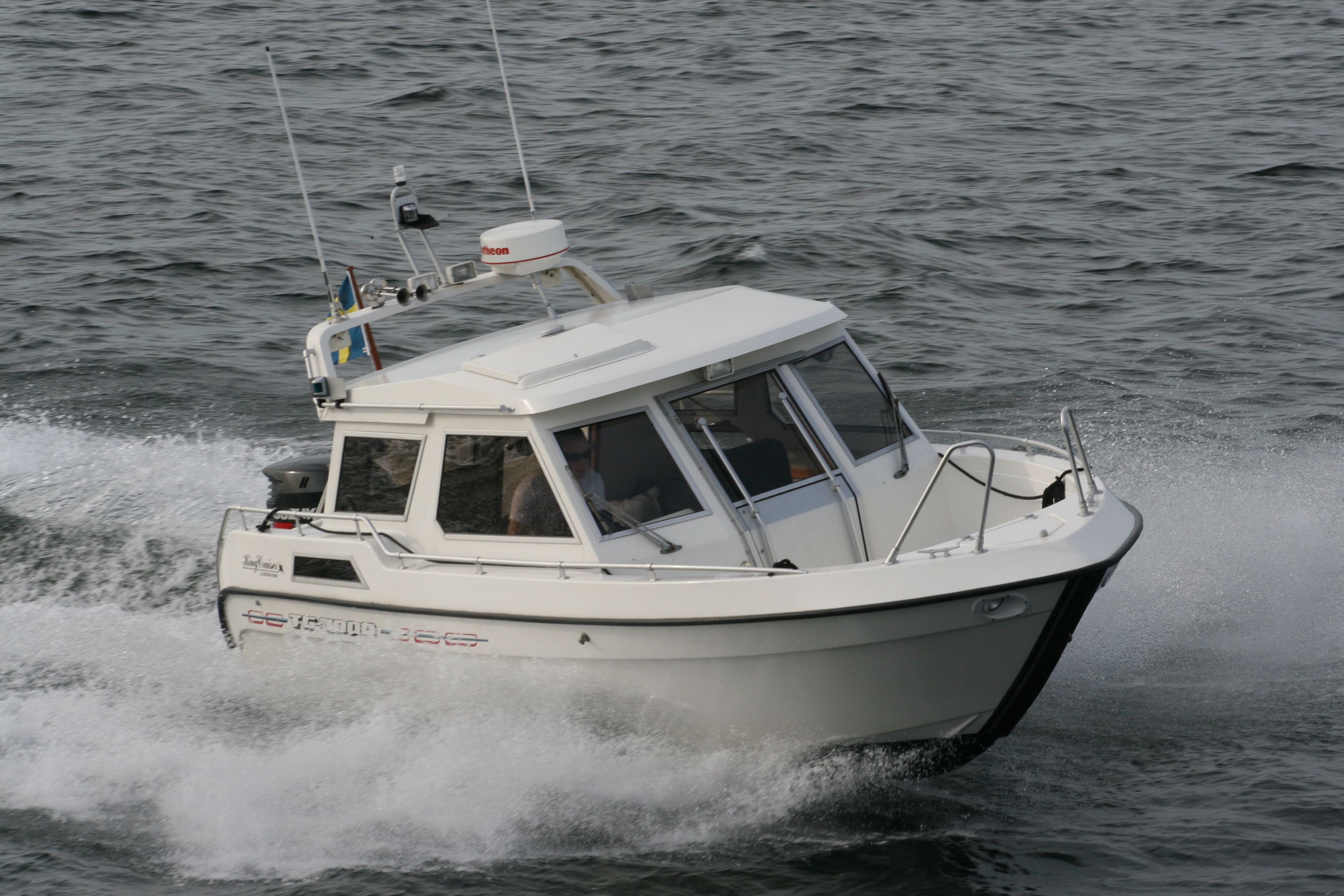
TG-7000 KingCruiser

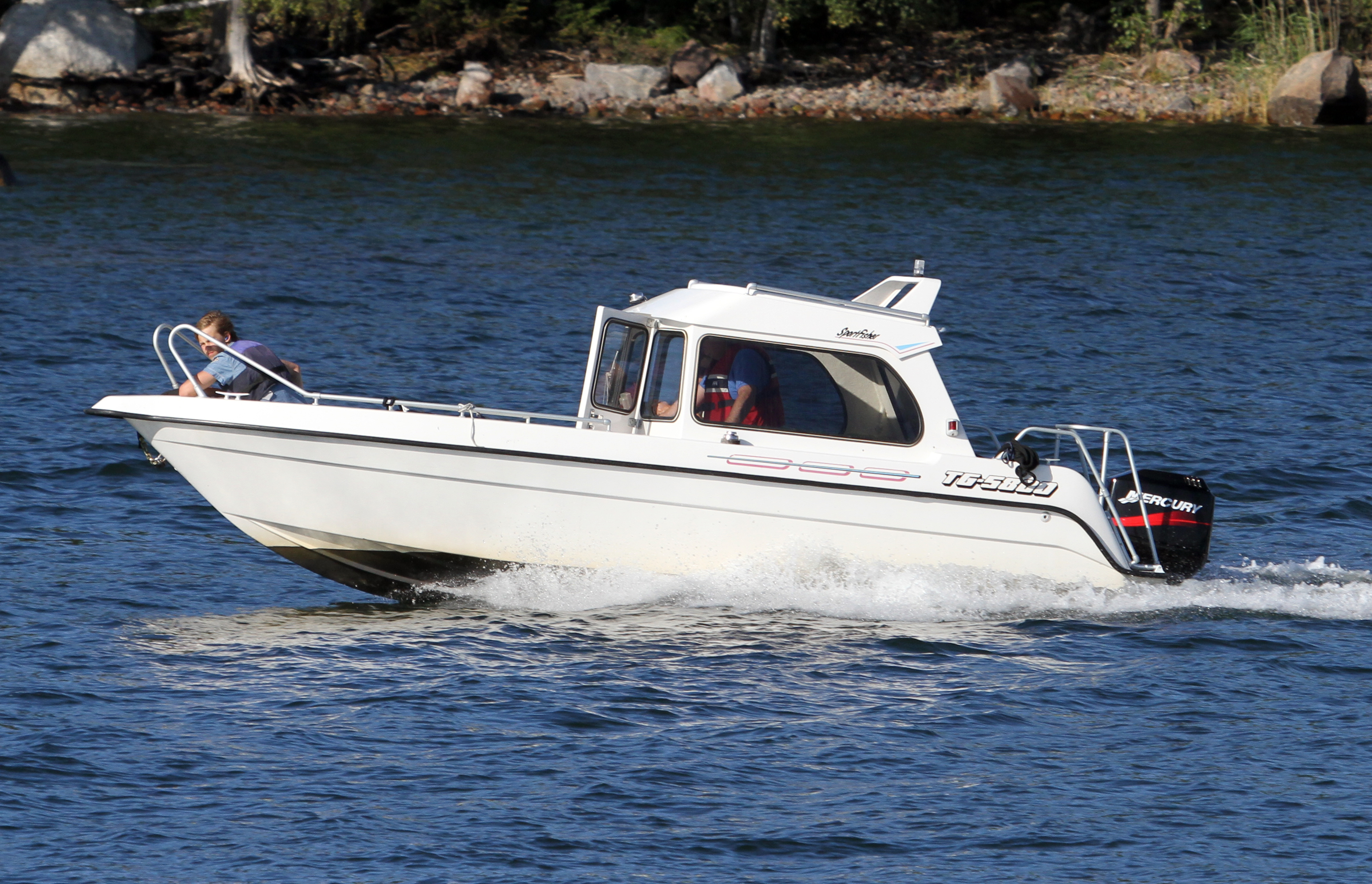
TG-5800 SportFisher

Freja Marine Oy, eller TG Boats, är en finländsk tillverkare av fritidsbåtar. Företaget har sitt säte i Borgå och tillverkning av skroven sker i Jakobstad.

## Historik
I början av 1960-talet började Tage Gustafson bygga tävlingsbåtar i Borgå. Han tävlade själv och han vann Finlandsmästerskapen första gången 1970. År 1973 började han sälja båtar och båtmotorer. Företaget hette då TG-Marin Oy. År 1976 blev brodern Kim Gustafson delägare i företaget, som förutom försäljning även serietillverkade tävlingsbåtar av glasfiber. År 1979 började de även serietillverka fritidsbåten TG-Marin-19 Cabin och 1981 kom även bakhyttsbåten TG-Marin-19 Fisher. I mitten av 1980-talet avslutades tillverkningen av tävlingsbåtar.
År 1988 grundade Tage och Kim Gustafson TG-Boat Oy och sålde samtidigt TG-Marin. TG-Marin fortsatte försäljningen av båtar och motorer medan tillverkningen av båtar övergick till TG-Boat Oy. År 1990 flyttade TG-Boat Oy till egna lokaler i Ölstens industriområde i Borgå.
År 2006 köptes formarna och rättigheterna till det nystartade företaget Freja Marine Oy. Företaget hade startats av Tage Gustafson, Frese Gustafson (son till Tage), Carina Gustafson (Tages fru) och Jan Gustafson (Tages halvbror). 
Tillverkningen av skroven sker i Jakobstad, medan inredning av båtarna görs i Borgå, där även företagets kontor ligger.

## Modeller
- TG-Special (1973-2003)
- TG-Marin SS (1976-2001)
- TG-Cat s850 (1982-1985)
- TG-Cat s550 (1982-1985)
- TG-Marin 5000 xr (1983-1994)
- TG-Marin-19 Fisher (1979, 1982-1984)
- TG-Marin-19 Fishing (1984-1988)
- TG-Marin 19 HT (1979-1983)
- TG-Marin 19 Cabin (1979-1983)
- TG-19 SportFisher (1989-1993)
- TG-Marin 19 R (1986-1993)
- TG-7000 KingCruiser (1988-1993)
- TG-707 KingFisher (1990-1993)
- TG-6000 SportCruiser (1991-1995)
- TG-5000 SportFisher (1992-1995)
- TG-430 SilverFish (1993-2002)
- TG-490 GoldFish (1993-2001)
- TG-7000 KingCruiser GL	(1994-1999)
- TG Classic/Fisher 415 (1994-1998)
- TG Classic/Fisher 430 (1994-1996)
- TG Classic/Fisher 500 (1994-1998)
- TG Classic/Fisher 530 (1994-1998)
- TG-5800 SportFisher (1995-2000)
- TG-6200 SportCruiser (1995-1997)
- TG-6300 SportCruiser (1997-2003)
- TG-6400 SeaCruiser	(1997-2003)
- TG-616 WorkFisher (1998-2001)
- TG-600 FlyingFish (1999-2002)
- TG-7200 KingCruiser (2000-2005)
- TG-5900 SportFisher (2001-2011)
- TG-600 (Cabin) FlyingFish (2002-2006)
- TG-6500 SportCruiser (2003-)
- TG-7200 KingCruiser-06 (2006-)
- TG-Alfa (2009-)
- TG-5.9 (2012-)
- TG-6.9
- TG-7.9